# Osservatorio Whipple
L'osservatorio Fred Lawrence Whipple è costituito da un insieme di strutture per l'osservazione astronomica di proprietà e gestito dallo Smithsonian Astrophysical Observatory (SAO) ed è la maggiore struttura di ricerca astronomica al di fuori della sede dell'istituto che è situato a Cambridge, in Massachusetts. L'osservatorio si trova vicino ad Amado, un census-designated place (l'equivalente delle frazioni italiane) nella contea di Santa Cruz, in Arizona, collocato sulla cima del Monte Hopkins.
Le attività di ricerca includono l'imaging e la spettroscopia di corpi stellari, extragalattici, sistema solare e sistemi planetari, studio dei raggi cosmici e astronomia delle alte energie (raggi gamma).
Precedentemente noto come "The Mount Hopkins Observatory", l'osservatorio fu intitolato alla fine del 1981 all'astronomo americano Fred Lawrence Whipple, esperto planetario, pioniere delle scienze spaziali e direttore emerito del SAO, sotto la cui direzione fu avviata la struttura osservativa di monte Hopkins.

## Le origini
Nei primi anni '60 l'astronomo Fred L. Whipple, direttore dello Smithsonian Astrophysical Observatory (SAO), congiuntamente con il Harvard College Observatory, volle istituire un osservatorio professionale che avesse sede lontana dai rispettivi istituti e che soddisfacesse le necessità di una stazione osservativa di qualità (strutture logistiche dedicate, alta quota, clima ottimale, scarso inquinamento luminoso). La scelta, tra Yuma, Flagstaff  ed altre aree dislocate in Arizona, cadde sull'area di Tucson, grazie alle sue alte cime ed un cielo prevalentemente sereno. Inoltre, la recente fondazione a Tucson del National Optical Astronomy Observatory (NOAO) avrebbe potuto produrre proficue collaborazioni. In aggiunta, nel 1964 la NASA avviò un programma di monitoraggio dei satelliti artificiali equipaggiati con catadiottri che utilizzavano sistemi laser. L'intento fu valutato come un'opportunità per collocare la stazione di monitoraggio dello Smithsonian, in origine prevista a White Sands, New Mexico presso un sito ad alta quota che sarebbe così divenuto il primo sito dell'osservatorio, citando le parole di Whipple, con "il più potente telescopio che si potesse promuovere". Si optò così per il monte Hopkins, con la stazione di tracciamento satellitare NASA ad una quota di 2600 metri preservando la cima a quota 2800 per un prossimo futuro osservatorio astronomico.
I lavori di costruzione dell'osservatorio, finanziati dallo Smithsonian, iniziarono nel 1966 con la costruzione della strada di accesso al complesso posto in cima al monte. Due anni dopo fu assemblato Il telescopio Whipple da 10 metri di tipo IACT (Imaging Atmospheric Cherenkov Technique), per la rilevazione di raggi gamma ad alta energia (VHE, Very-high-energy gamma ray), i cui studi pionieristici nell'astronomia dei raggi gamma svolti nei primi anni '80 contribuirono allo sviluppo delle reti Cherenkov. Il Whipple da 10 metri è stato decommissionato nel 2011 dopo quarant'anni di ricerche proficue ed ottimi risultati quali la scoperta della prima sorgente di raggi gamma ad alta energia (Tev) nella nebulosa Granchio, nel 1989.

## Osservatori, telescopi e strumentazione

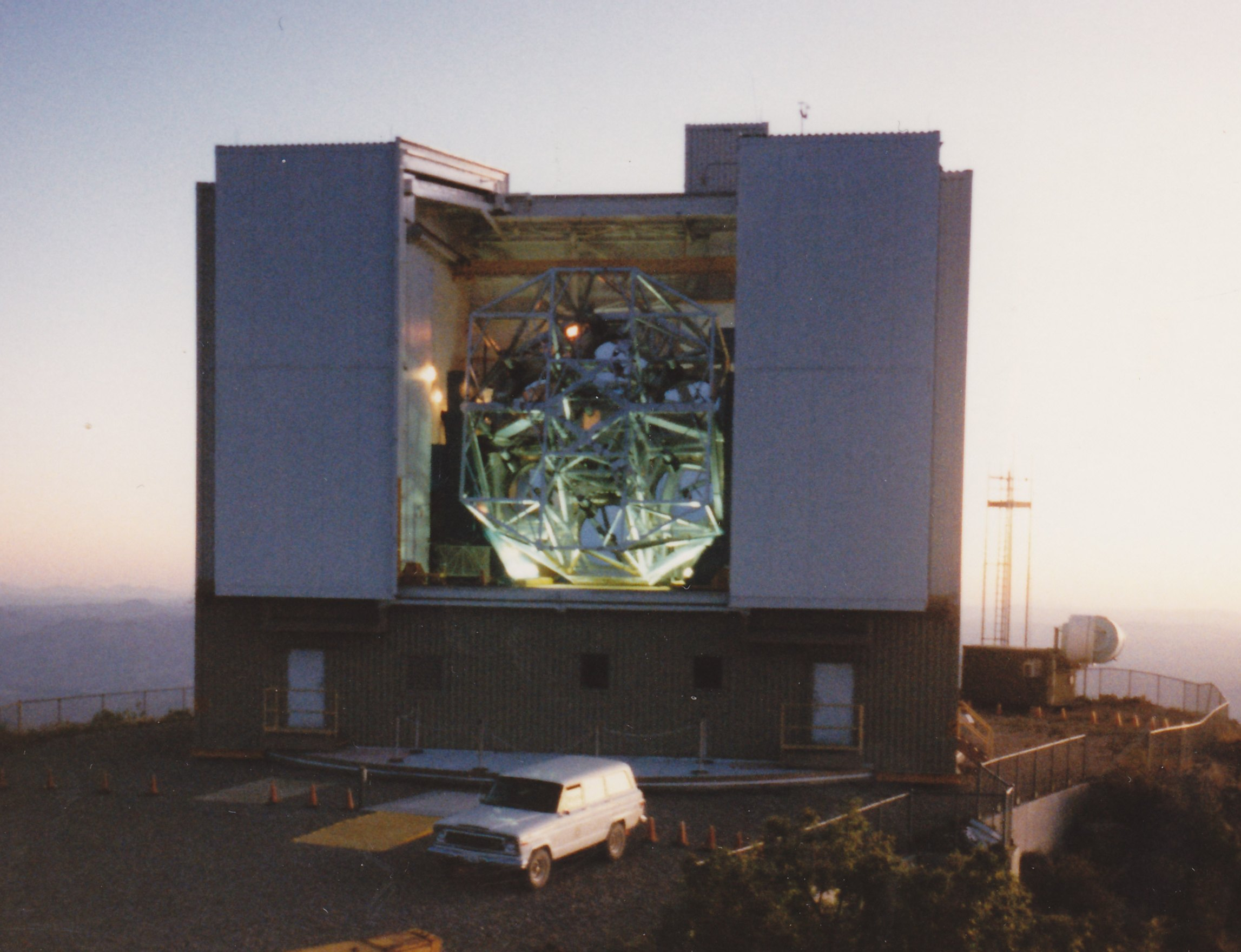
il MMT nel 1981, prima di essere convertito a specchio singolo

Le strutture osservative sono dislocate sul monte Hopkins a tre diverse quote:
Sulla vetta del monte, a 2610 metri, ha sede l'osservatorio MMT (Multiple Mirror Telescope), un telescopio ottico in origine costituito da 6 specchi ciascuno da 1,8 metri di diametro. Nei primi anni 2000 il telescopio è stato dotato di uno specchio secondario adattivo deformabile elettromagneticamente grazie ad opportuni attuatori controllati tramite computer.
Sulla dorsale del monte a 2340 metri:
- The Tillinghast: Un telescopio ottico riflettore da 1,5 metri con rapporto focale f 9.6. Dotato di montatura equatoriale tedesca, viene utilizzato prevalentemente per osservazioni spettroscopiche, avendo un'ampiezza visuale limitata ed un alto rapporto focale. Il particolare design del telescopio consente di essere dotato di strumentazioni aggiuntive di considerevoli dimensioni quali i due spettrografi ad esso collegati:
  - FAST (FAST Spectrograph for the Tillinghast Telescope)[11]
  - TRES (Tillinghast Reflector Echelle Spectrograph)[12]

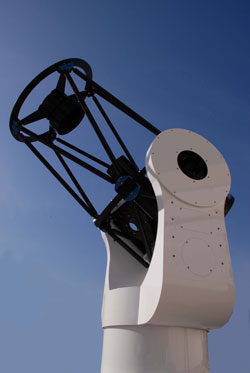
Telescopio da 70 cm della rete del progetto Minerva

- HAT (Hungarian-made Automated Telescope, progetto HATNet): consiste in un gruppo di quattro telescopi rifrattori ottici con lenti da 200 mm ed un ulteriore telescopio riflettore, utilizzati per la ricerca automatizzata di stelle variabili ed esopianeti. Insieme ad altri due telescopi analoghi allocati presso l'osservatorio di Mauna Kea costituiscono una rete la cui ampia longitudine coperta consente di monitorare ampie porzioni di cielo, limitando eventuali errori di falsi positivi.[13]
- MEarth (MEarth Project): è costituito da una rete di otto telescopi ottici riflettori robotici da 40 cm, utilizzati per la ricerca di esopianeti.[14]
- MINERVA (MINiature Exoplanet Radial Velocity Array): costituito da una rete di quattro telescopi ottici riflettori automatizzati da 70 cm, dedicata a studi di fotometria e spettroscopia ad alta risoluzione per osservazioni esoplanetarie mediante valutazione dei transiti e delle velocità radiali.[15]

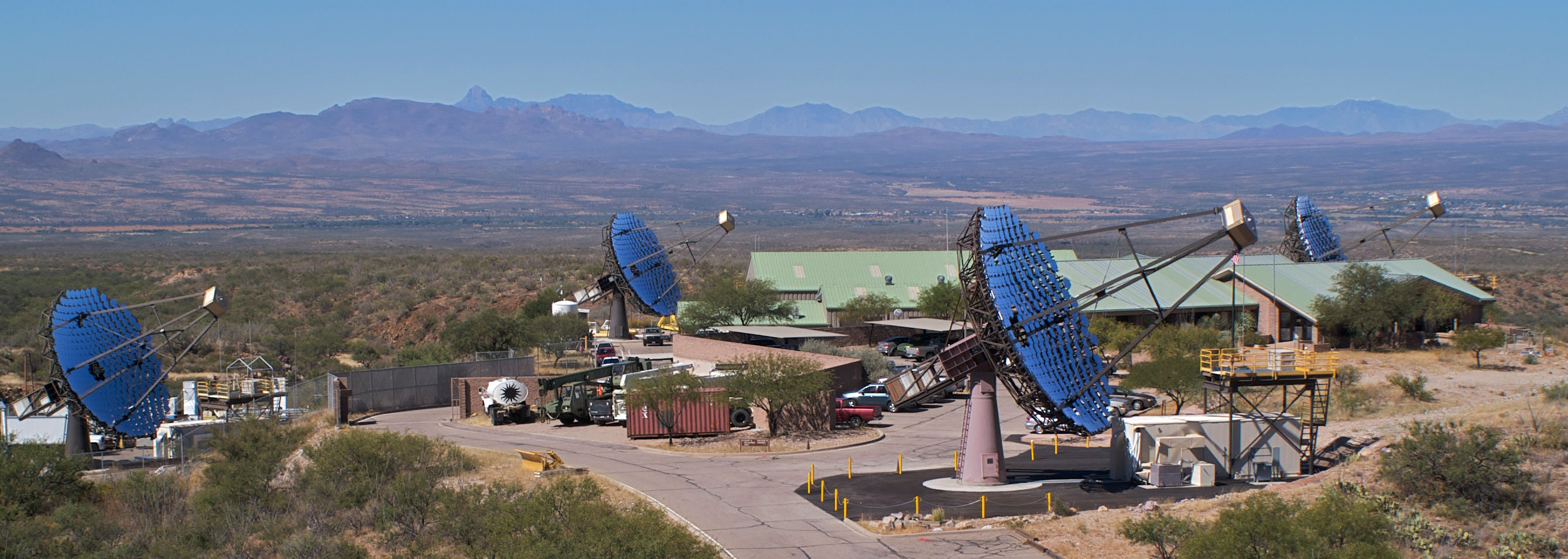
I 4 telescopi VERITAS da 12 metri

A media altezza (1270 metri), dove ha anche sede l'area visitatori:
- VERITAS (Very Energetic Radiation Imaging Telescope Array System): consiste in una rete di quattro telescopi di tipo Cherenkov da 12 metri ciascuno per lo studio dei raggi gamma[5]  in un intervallo di energie dai 50GeV a 50TeV, integrandosi con le osservazioni del telescopio spaziale Fermi.[16]
- pSCt (prototype Schwarzschild-Couder telescope): è un prototipo[17] di telescopio di tipo Schwarzschild-Couder (SCt). Situato adiacente al VERITAS, utilizza un innovativo sistema che sfrutta uno specchio secondario per correggere le aberrazioni cromatiche e verrà utilizzato come telescopio di medie dimensioni per la rete CTA (Cherenkov Telescope Array)[18] per l'astronomia a raggi gamma. Operativo dal 2019, ha rilevato l'anno successivo i primi segali di raggi gamma localizzati nella nebulosa del Granchio.[19]

A valle: nel periodo invernale, a Green Valley, presso un auditorium ricreativo, annualmente viene proposta al pubblico una serie di letture pubbliche a fini divulgativi.